# Pablo Cottenot
Pablo Cottenot fue un astrónomo francés.
Trabajó en el observatorio de Marsella pero, de acuerdo con Édouard Stephan, la carrera de astrónomo de  Cottenot fue bastante breve. Sin embargo realizó el descubrimiento de un asteroide.

## Asteroides descubiertos
Cottenot descubrió un asteroide:
| (181) Eucaris | 2 de febrero de 1878 |